# 親王妃
親王妃（しんのうひ、英：Princess）は、皇族女子の称号。親王の妃。またはその身位にある者をいう。日本における親王妃は皇室典範第5条により規定されている。なお皇太子妃（皇太子の妃）も、親王妃に含まれる。敬称は「妃殿下」である（同法第23条第2項）。かつては「みこのみめ」とも読まれ、江戸時代までは御息所ともいわれた。
現在の親王妃は、文仁親王妃紀子（秋篠宮皇嗣妃）、正仁親王妃華子（常陸宮妃）、寬仁親王妃信子、憲仁親王妃久子（高円宮妃）の4名である（詳細後述）。

## 概要
近世以前であれば、内親王と女王出身以外の皇族妃は、単に皇族の配偶者の1人という扱いだったが、旧皇室典範制定により、近代皇族の妃としての地位と栄誉を得ることになった。
親王・内親王・王・女王の身位が「憲仁親王」のように名の後に付され呼称の一部と見なされるのに対し、親王妃及び王妃は「憲仁親王妃久子」のように用いられる。親王・内親王の表記にならって「久子親王妃」のような逆順の表記をすることは、公式表記の観点からは誤用となる。
親王妃は夫たる親王が皇位を継承すると、皇后となる。
また親王妃が成婚前より内親王又は女王であった場合は、成婚後も皇后となるまでは、引き続き元来の身位も併存（保持）する。
- 具体例：（久邇宮）良子女王→皇太子裕仁親王妃良子女王→皇后良子→皇太后良子→香淳皇后（追号）

皇族以外の女子で親王妃となった者は以下のいずれかを満たした場合、皇族の身分を離れ親王妃としての地位を失う（皇室典範第14条）。
- 親王が薨去し、親王妃が皇族を離れることを希望した場合。
- 親王が薨去し、かつやむを得ない特別の事情があり、皇室会議の承認を得た場合。
- 親王と離婚した場合。

皇室典範において皇室会議議員の就任権が認められている。一方で、親王妃が成婚前より内親王又は女王であった場合を除き、国事行為臨時代行・摂政の就任権は認められていない。

## 現在の親王妃
- 写真の列のソートボタンで元の順序に戻る。

|     | 名          | 妃                | 生年月日                            | 続柄・出身地 | 旧姓          | 成婚                        | 子女                                               |
| --- | ----------- | ----------------- | ----------------------------------- | --- | ------------- | --------------------------- | -------------------------------------------------- |
| 02/ | きこ 紀子   | 秋篠宮 文仁親王妃 | 1966年（昭和41年） 09月11日（58歳） | 川嶋辰彦第1女子 川嶋庄一郎曾孫 池上四郎曾孫 東京都豊島区目白                                                                                       | かわしま 川嶋 | 1990年（平成02年） 06月29日 | 眞子内親王（小室眞子） 佳子内親王 悠仁親王         |
| 03/ | はなこ 華子 | 常陸宮 正仁親王妃 | 1940年（昭和15年） 07月19日（84歳） | 津軽義孝伯爵第4女子 尾張藩14代藩主徳川慶勝曾孫 弘前藩12代藩主津軽承昭曾孫 長府藩14代藩主毛利元敏曾孫 水戸藩11代藩主徳川昭武曾孫 東京都新宿区下落合 | つがる 津軽   | 1964年（昭和39年） 09月30日 |                                                    |
| 05/ | のぶこ 信子 | 寬仁親王妃        | 1955年（昭和30年） 04月09日（70歳） | 麻生太賀吉第3女子 吉田茂孫 麻生太郎末妹 大久保利通玄孫 牧野伸顕伯爵曾孫 東京都渋谷区松濤                                                           | あそう 麻生   | 1980年（昭和55年） 11月07日 | 彬子女王 瑶子女王                                  |
| 06/ | ひさこ 久子 | 高円宮 憲仁親王妃 | 1953年（昭和28年） 07月10日（71歳） | 鳥取滋治郎第1女子 鳥取治郎八曾孫 友田二郎孫 東京都港区白金                                                                                         | とっとり 鳥取 | 1984年（昭和59年） 12月06日 | 承子女王 典子女王（千家典子） 絢子女王（守谷絢子） |

## 親王妃一覧

### 江戸時代
| 諱   | 読み     | 身分             | 結婚   | 続柄         | 出身           |
| ---- | -------- | ---------------- | ------ | ------------ | -------------- |
| 寧子 | やすこ   | 高松宮好仁親王妃 | 1630年 | 松平忠直長女 | 諸侯・越前福井 |
| 富子 | ふみこ   | 八条宮智忠親王妃 | 1642年 | 前田利常4女  | 諸侯・加賀     |
| 脩子 | しゅうし | 閑院宮直仁親王妃 | 1719年 | 近衛基熙の娘 | 公家・摂家     |

### 近代以降
| 諱     | 読み   | 身分               | 結婚     | 続柄                 | 位   | 出身                                |
| ------ | ------ | ------------------ | -------- | -------------------- | ---- | ----------------------------------- |
| 景子   | ひろこ | 伏見宮邦家親王妃   | 1835年   | 鷹司政煕の娘         | 公爵 | 公家・摂家                          |
| 広子   | ひろこ | 有栖川宮幟仁親王妃 | 1848年   | 二条斉信5女          | 公爵 | 公家・摂家                          |
| 明子   | あけこ | 伏見宮貞教親王妃   | 1862年   | 鷹司輔煕7女          | 公爵 | 公家・摂家                          |
| 頼子   | よりこ | 小松宮彰仁親王妃   | 1869年   | 有馬頼咸長女         | 伯爵 | 諸侯・筑後久留米                    |
| 貞子   | さだこ | 有栖川宮熾仁親王妃 | 1870年   | 徳川斉昭11女         | 公爵 | 水戸徳川                            |
| 董子   | ただこ | 有栖川宮熾仁親王妃 | 1873年   | 溝口直溥7女          | 伯爵 | 諸侯・越後新発田                    |
| 郁子   | いくこ | 華頂宮博経親王妃   | 1873年頃 | 南部利剛長女         | 伯爵 | 諸侯・陸奥盛岡                      |
| 利子   | としこ | 伏見宮貞愛親王妃   | 1876年   | 有栖川宮 幟仁親王4女 | 女王 | 皇族                                |
| 光子   | みつこ | 北白川宮能久親王妃 | 1878年   | 山内豊信長女         | 侯爵 | 諸侯・土佐高知                      |
| 慰子   | やすこ | 有栖川宮威仁親王妃 | 1880年   | 前田慶寧4女          | 侯爵 | 諸侯・加賀金沢                      |
| 富子   | とみこ | 北白川宮能久親王妃 | 1886年   | 島津久光養女         | 公爵 | 諸侯・薩摩島津分家 （伊達宗徳次女） |
| 智恵子 | ちえこ | 閑院宮載仁親王妃   | 1891年   | 三条実美次女         | 公爵 | 公家・清華家                        |
| 八重子 | やえこ | 東伏見宮依仁親王妃 | 1892年   | 山内豊信3女          | 侯爵 | 諸侯・土佐高知                      |
| 周子   | かねこ | 東伏見宮依仁親王妃 | 1898年   | 岩倉具定長女         | 公爵 | 公家・羽林家                        |
| 勢津子 | せつこ | 秩父宮雍仁親王妃   | 1928年   | 松平保男養女         | 子爵 | 諸侯・会津若松 （松平恆雄長女）     |
| 喜久子 | きくこ | 高松宮宣仁親王妃   | 1930年   | 徳川慶久次女         | 公爵 | 徳川宗家別家                        |
| 百合子 | ゆりこ | 三笠宮崇仁親王妃   | 1941年   | 高木正得次女         | 子爵 |                                     |
| 出典： |        |                    |          |                      |      |                                     |